# Archiv der Mathematik und Physik
Das Archiv der Mathematik und Physik (auch: Grunerts Archiv) war eine 1841 von Johann August Grunert gegründete wissenschaftliche Zeitschrift, die bis 1920 erschien.
Im Untertitel (Archiv der Mathematik und Physik: mit besonderer Rücksicht auf die Bedürfnisse der Lehrer an höheren Unterrichtsanstalten) wendete sie sich besonders an Gymnasiallehrer. Sie erschien bei C. A. Koch in Greifswald, später bei B. G. Teubner (Leipzig/Berlin).
Grunert war bis zu seinem Tod 1872 Herausgeber, danach Reinhold Hoppe, und als dieser 1900 starb übernahmen Emil Lampe, Wilhelm Franz Meyer und Eugen Jahnke.
Es gab eine Rubrik mit Problemen und Lösungen. Um die Jahrhundertwende diente die Zeitschrift auch als Austauschorgan für die Arbeit an der Enzyklopädie der mathematischen Wissenschaften (der Herausgeber Meyer war eine der treibenden Kräfte dieses Projekts).
1901 veröffentlichte David Hilbert hier seinen Vortrag auf dem Internationalen Mathematikerkongress 1900 über die Hilbertschen Probleme. Das internationale Ansehen war damals so gestiegen, dass auch bekannte französische Mathematiker wie Charles Hermite und Gaston Darboux in der Zeitschrift publizierten.